# Anima Sacra
Anima Sacra – debiutancki solowy album polskiego kontratenora Jakuba Józefa Orlińskiego, nagrany z udziałem rezydującej w Szwajcarii orkiestry Il Pomo d’Oro pod batutą rosyjskiego dyrygenta Maksima Jemieljanyczewa. Został wydany 26 października 2018 przez francuską wytwórnię Erato. Zawiera kompozycje takich twórców jak: Nicola Fago, Johann David Heinichen, Domingo Terradellas, Domenico Sarro, Francesco Feo, Jan Dismas Zelenka, Johann Adolf Hasse, Gaetano Maria Schiassi i Francesco Durante, w tym m.in. światowe, premierowe nagrania ośmiu arii barokowych, głównie ze szkoły neapolitańskiej. Nominacja do Fryderyka 2019 w kategorii «Najlepszy Album Polski Za Granicą».

## Lista utworów
Opracowane na podstawie materiału źródłowego.
| 1.  | Fago: Il Faraone sommerso: "Alla gente a Dio diletta"                          | 4:45    |
|     |                                                                                |         |
| 2.  | Fago: Confitebor tibi Domine: I. "Confitebor tibi Domine"                      | 3:11    |
|     |                                                                                |         |
| 3.  | Fago: Confitebor tibi Domine: II. "Memoriam fecit - Escam dedit"               | 4:45    |
|     |                                                                                |         |
| 4.  | Fago: Confitebor tibi Domine: III. "Fidelia omnia mandata ejus"                | 2:46    |
|     |                                                                                |         |
| 5.  | Fago: Confitebor tibi Domine: IV. "Sanctum et terribile"                       | 2:10    |
|     |                                                                                |         |
| 6.  | Fago: Confitebor tibi Domine: V. "Initium sapentiae timor Domini"              | 1:18    |
|     |                                                                                |         |
| 7.  | Fago: Confitebor tibi Domine: VI. "Intellectus bonus omnibus - Gloria"         | 1:33    |
|     |                                                                                |         |
| 8.  | Fago: Confitebor tibi Domine: VII. "Sicut erat in principio - Amen"            | 2:09    |
|     |                                                                                |         |
| 9.  | Heinichen: Alma Redemptoris Mater, S. 22: I. "Alma Redemptoris Mater"          | 2:56    |
|     |                                                                                |         |
| 10. | Heinichen: Alma Redemptoris Mater, S. 22: II. "Tu quae genuisti"               | 1:05    |
|     |                                                                                |         |
| 11. | Heinichen: Alma Redemptoris Mater, S. 22: III. "Gabrielis ab ore"              | 2:14    |
|     |                                                                                |         |
| 12. | Terradellas: Dixit Dominus: Donec ponam                                        | 3:19    |
|     |                                                                                |         |
| 13. | Fago: Tam non splendet sol creatus: I. "Tam non splendet sol creatus"          | 3:37    |
|     |                                                                                |         |
| 14. | Fago: Tam non splendet sol creatus: II. "O nox clara?"                         | 0:59    |
|     |                                                                                |         |
| 15. | Fago: Tam non splendet sol creatus: III. "Dum infans iam dormit"               | 5:39    |
|     |                                                                                |         |
| 16. | Fago: Tam non splendet sol creatus: IV. "Alleluia"                             | 1:52    |
|     |                                                                                |         |
| 17. | Domenico Sarro: Messa a 5 voci: "Laudamus te"                                  | 3:28    |
|     |                                                                                |         |
| 18. | Feo: Dies Irae: Juste Judex ultionis                                           | 1:41    |
|     |                                                                                |         |
| 19. | Zelenka: Gesù al Calvario, ZWV 62: "Smanie di dolci affetti ..."               | 0:43    |
|     |                                                                                |         |
| 20. | Zelenka: Gesù al Calvario, ZWV 62: "S’una sol lagrima"                         | 11:05   |
|     |                                                                                |         |
| 21. | Hasse, J A: Sanctus Petrus et Sancta Maria Magdalena: Mea tormenta, properate! | 6:48    |
|     |                                                                                |         |
| 22. | Schiassi: Maria vergine al Calvario: L’agnelletta Timidetta                    | 5:30    |
|     |                                                                                |         |
| 23. | Durante, F: Messa a 5 voci: Domine Fili Unigenite                              | 1:53    |
|     |                                                                                |         |
|     |                                                                                | 1:15:26 |
|     |                                                                                |         |